# Grażyna Malukiewicz
Grażyna Irena Malukiewicz (ur. 21 listopada 1953) – polska okulistka, profesor medycyny.

## Życiorys
Dyplom lekarski zdobyła w Akademii Medycznej w Gdańsku.
Stopień doktorski uzyskała w 1991 roku na podstawie pracy "Epidemiologia samoistej postaci zapalenia nerwu wzrokowego na terenie województwa bydgoskiego w latach 1978-1987" (promotorem był Józef Kałużny). Habilitowała się w 2003 roku na podstawie oceny dorobku naukowego i pracy pod tytułem "Wybrane parametry układu hemostazy w płynie podsiatkówkowym i krwi operowanych chorych z przedarciowym odwarstwieniem siatkówki". W 2013 roku został jej nadany tytuł naukowy profesora nauk medycznych.
W bydgoskiej Klinice Chorób Oczu została zatrudniona w 1990. Po odejściu na emeryturę Józefa Kałużnego w 2010 roku objęła funkcję kierownika Katedry i Kliniki Chorób Oczu Wydziału Lekarskiego Collegium Medicum UMK. Należy do Polskiego Towarzystwa Okulistycznego (była członkiem zarządu głównego), Stowarzyszenia Zwyrodnienia Plamki Związanego z Wiekiem (AMD) oraz do Europejskiego Towarzystwa Chirurgów Witreoretinalnych (ang. European VitreoRetinal Society, EVRS). Była także konsultantem wojewódzkim w dziedzinie okulistyki.
Współautorka opracowania "Jak wyszukiwać i krytycznie oceniać naukowe publikacje medyczne" (wyd. 1996, ISBN 978-83-903739-2-8). Członek rady naukowej wydawanego od marca 2014 roku kwartalnika naukowego "OphthaTherapy. Terapie w Okulistyce". Swoje prace publikowała w czasopismach krajowych i zagranicznych, m.in. w Klinice Ocznej. Zainteresowania kliniczne i badawcze G. Malukiewicz dotyczą m.in. chirurgii siatkówki i ciała szklistego oraz zwyrodnienia plamki żółtej.